# Летоград
Ле́тоград (чеш. Letohrad [ˈlɛtoɦrat]) — город на северо-востоке Чехии, в районе Усти-над-Орлици Пардубицкого края. До 1950 года носил название Ки́шперк (чеш. Kyšperk), немецкое название — Гейерсберг (нем. Geiersberg).
Деревни Червена (чеш. Červená), Кунчице (чеш. Kunčice) и Орлице (чеш. Orlice) также являются частью Летограда.

## История
В письменных источниках впервые упоминается в 1308 году как королевский замок Гейерсберг. Как город Кишперк известен с 1513 года. В 1615 году появилось первое учебное заведение. В конце XVII века в городе итальянским архитектором Джованни Мадерной была построена церковь св. Вацлава, а замок был перестроен в барочный дворец. В 1824 году город горел: 76 домов было уничтожено. В 1874 году железная дорога, проложенная через Кишперк, дала толчок к развитию промышленности.
В 1869 году в городе проживал 3461 человек, в 1900 году — 3683 человека, а в 1950 году его население составляло 4092 человека.

## XX век и современность
После Второй мировой войны город развивался как центр производства строительных материалов и электротехнической промышленности.  В городе расположен завод компании OEZ. После бархатной революции 1989 года здания исторического центра города были отреставрированы.
Сегодня Летоград пытается привлечь туристов культурными фестивалями, спортивными событиями и своими историческими достопримечательностями.

## Достопримечательности

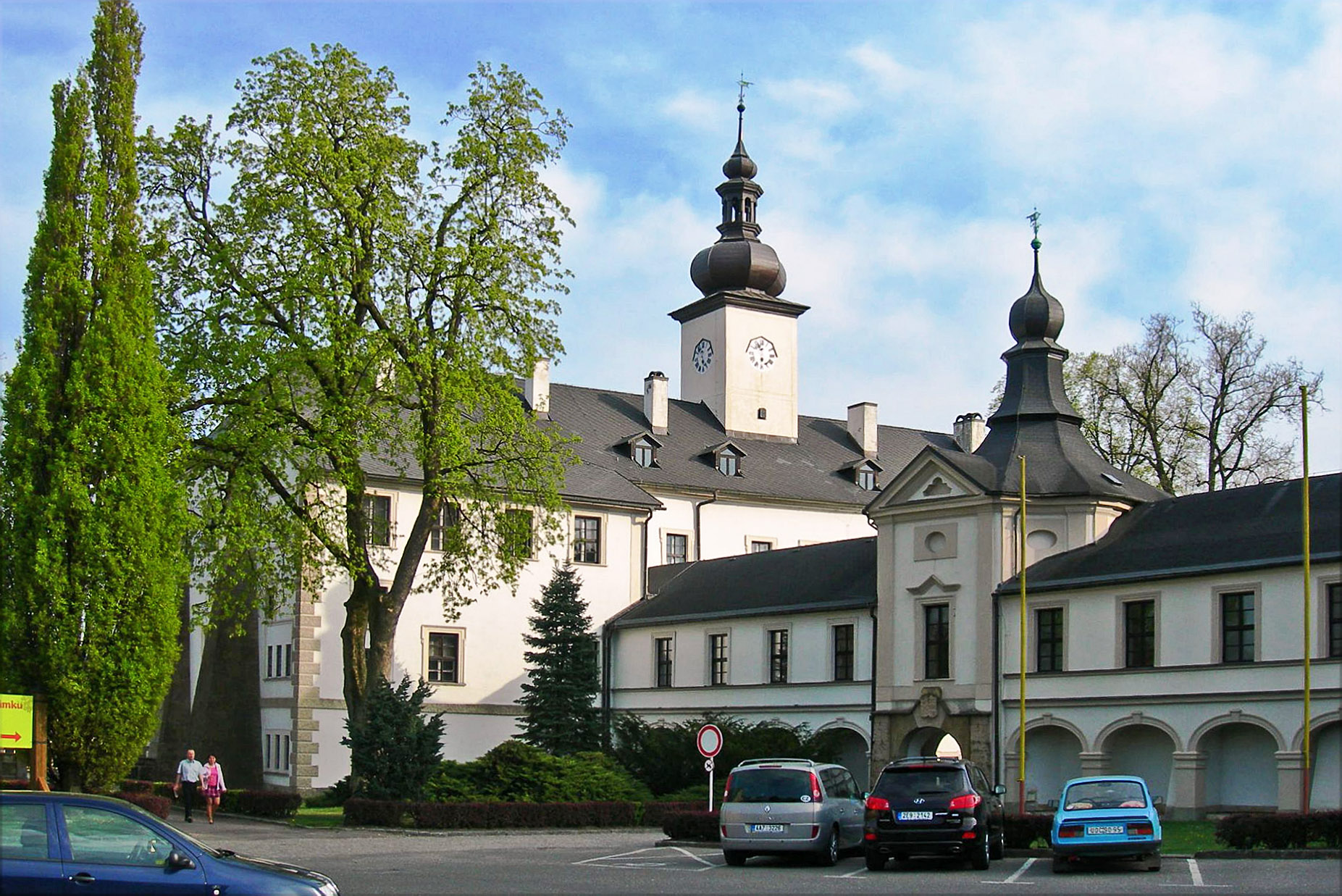
Замок в Летограде

- Замок (1680—1685) с прилегающим английским парком.
- Церковь св. Вацлава (1680) в стиле барокко.
- Площадь св. Вацлава с мемориальной колонной.
- Музей ремёсел, один из крупнейших в Центральной Европе
- Часовня св. Яна Непомуцкого (1734), стоит на возвышении, где раньше располагался замок Кишперк.